# Georg Antoni
Georg Heinrich Dietrich Antoni (* 20. Februar 1862 in Linden; † 5. Juli 1945 in Essen) war ein deutscher Jurist und Politiker (CVP, Zentrum). Er war von 1894 bis 1930 Oberbürgermeister der Stadt Fulda.

## Leben

### Herkunft
Antoni war der Sohn des Direktors der königlichen Gasanstalten in Hannover-Linden, Stefan Antoni und dessen Ehefrau Anna geborene Nolte.

### Werdegang
Antoni besuchte von 1869 bis 1871 die Volksschule und Vorschule Hannover und von 1872 bis 1877 das Gymnasium Lyceum II Hannover. Von 1878 bis 1882 besuchte er das Gymnasium Josephinum Hildesheim, wo er das Abitur ablegte. Bei der Musterung wurde er für dienstuntauglich befunden. Von 1882 bis 1886 studierte er Rechtswissenschaften und Nationalökonomie an der Universität Würzburg und schloss das Studium mit magna cum laude ab. Seit dem Studium war er Mitglied der katholischen Studentenverbindungen KStV Walhalla Würzburg und KStV Ottonia München im KV sowie später ehrenhalber der KStV Nassovia Gießen und KStV Thuringia Marburg. Von 1886 bis 1889 war er in verschiedenen Justiz- und Verwaltungsbehörden und legte 1889 das zweite Staatsexamen mit Note 1 als siebtbester von 193 Kandidaten ab. Am 15. August 1890 ließ er sich als Rechtsanwalt in Schweinfurt nieder. Im Januar 1894 wurde er zum Oberbürgermeister von Fulda gewählt und am 4. April 1894 in das Amt eingeführt. In mehreren Wiederwahlen wurde er im Amt bestätigt, bevor er am 1. April 1930 in den Ruhestand versetzt wurde. Nach der Pensionierung zog er nach Essen.

### Familie
Er war katholischer Konfession und heiratete in erster Ehe Eva geborene Mohr (* 22. November 1864 in Mainz; † 4. August 1906 in Fulda), die Tochter des Uhrmachers Ludwig Mohr. 1908 heiratete er in zweiter Ehe Anna geborene Wilhelmine geborene Vester (* 11. September 1875 in Essen-Altendorf; † 1. Oktober 1961 in Essen-Bredeney), die Tochter des Mühlenbesitzers Wilhelm Vester.

## Kommunallandtag
1919 trat er der CVP bei und wurde so 1921 Mitglied des Zentrums. Von 1899 bis 1925 gehörte er für den Wahlkreis Kreis Fulda und von 1926 bis 1929 für den Wahlkreis Kreise Fulda und Hünfeld dem Kommunallandtag Kassel an. Dort war unter anderem von 1899 bis 1906, 1911, von 1913 bis 1915, von 1917 bis 1922 und 1925 Mitglied im Hauptausschuss. 1901 und 1907 war er Mitglied des Landesausschusses. 1920 amtierte er als Präsident des Kommunallandtages.

## Ehrungen
- Roter Adlerorden 4. Klasse
- Rote Kreuz Medaille 2
- Erinnerungszeichen für Verdienste um das Feuerlöschwesen
- Verdienstkreuz für Kriegshilfe
- Ehrenbürger Fulda
- Die Georg-Antoni-Straße in Fulda ist nach ihm benannt
- Dr. h. c. der Staatswissenschaften der Universität Marburg
- Ehrenvorsitzender des Fuldaer Geschichtsvereins
- Ehrenvorsitzender des hessischen Städtetages
- Ehrenvorsitzender des hessischen Sparkassenverbandes